# Litauens damlandslag i fotboll
Litauens damlandslag i fotboll representerar Litauen i fotboll på damsidan. Landslaget spelade sin första match den 15 augusti 1993 hemma mot Danmark. De har aldrig kvalat in till VM, OS eller EM-slutspelet.